# Bootvírus
A bootvírus olyan számítógépes vírus, amely azokat a lemezterületeket használja fel önmaga terjesztésére, amelyeket a számítógép bekapcsoláskor automatikusan lefuttat: a merevlemez Master Boot Recordját, vagy a floppylemezek és merevlemez-partíciók Volume Boot Recordját. A bootvírus a vírusok egyik legrégebbi típusa: az első PC-s vírus, a (c)Brain is boot vírus volt. A 90-es években a vírusok egyik leggyakoribb fajtája volt, különösen a Windows 3.1 megjelenésekor, ami fájlvírusok jelenlétében általában nem működött, a bootvírusok azonban zavartalanul tudtak futni rajta.